# Slavgorod
Slavgorod (en russe : Славгород) est une ville du kraï de l'Altaï, en Russie. Sa population s'élevait à 30 591 habitants en 2015.

## Géographie
Slavgorod est située dans la steppe de Koulounda, entre les lacs Sekatchi et Bolchoïe Iarovoïe, à 344 km à l'ouest de Barnaoul et à 2 639 km à l'est de Moscou.

## Histoire
Slavgorod est née en 1910 dans le cadre de la réinstallation des paysans sur des terres agricoles jusque-là peu utilisées dans la partie occidentale de la steppe de Koulounda. En 1914, le chemin de fer de Koulounda relie la localité à Tatarsk et au Transsibérien, ce qui est le point de départ d'une rapide expansion. Le chemin de fer de Koulounda est prolongé. Durant la Seconde Guerre mondiale, Slavgorod connaît un développement de son industrie grâce à l'installation de presses de forge évacuées de Serpoukhov (oblast de Moscou) et d'installations chimiques venant de Krasnoperekopsk (Ukraine). Pendant la guerre froide, une base aérienne était en activité à Slavgorod.

## Population
Recensements (*) ou estimations de la population
| 1931   | 1939*  | 1959*  | 1970*  | 1979*  | 1989*  |
| ------ | ------ | ------ | ------ | ------ | ------ |
| 15 900 | 21 405 | 38 413 | 32 908 | 32 135 | 34 864 |

| 2002*  | 2010*  | 2013   | 2014   | 2015   | - |
| ------ | ------ | ------ | ------ | ------ | - |
| 34 335 | 32 389 | 31 707 | 31 006 | 30 591 | - |

## Personnalités
- Vladimir Khotinenko (né à Slavgorod en 1952), cinéaste.
- Olga Bondarenko (1960-), championne olympique du 10 000 mètres en 1988.
- Lera Abova (1992), actrice et mannequin.